# Rashid ad-Din Sinan
Rashid ad-Din Sinan, en árabe Rashīd ad-Dīn Sinān, también conocido como El viejo de la montaña  (1132/1135-1192) fue uno de los jefes de la secta de los nizaríes en Siria, y una figura importante en la historia de las Cruzadas. Fuentes latinas sobre las Cruzadas indican que lo llamaban Vetulus de Montains, que deriva del árabe Shayj al Jabal (شيخ الجبل), en español el Sabio o el Viejo de las Montaña. Uno de sus actos más notables fue la orden de asesinar a Conrado de Montferrato en 1192.

## Biografía
Rashid ad-Din Sinan nació en Basora, Irak, entre 1132 y 1135. Según su autobiografía, de la que solo quedan unos pocos pasajes, fue a Alamut, la fortaleza de los nizaríes, de joven, tras regañar con sus hermanos, y fue adiestrado allí en las creencias del grupo.
En 1162, el jefe de la secta en ese momento, Hasán Alá Dhikrihi’s Salam lo envió a Siria para que se proclamase la Qiyamah, que según los nizaríes comportaba la llegada del qaim y el fin de la ley islámica. Rashid controló el norte de Siria y los distritos de Jabal as-Summaq, Maarrat Misrin y Sarim.
Se hizo con la jefatura de los nizaríes de la zona y convenció a Saladino para que no asaltara su castillo. Este que gobernó Egipto y el Levante desde 1174 hasta su muerte en 1193, fue su mayor enemigo. Saladino evitó ser asesinado por los seguidores de Rashid en dos ocasiones cuando se dirigía contra Alepo y devastó posesiones de los nizaríes en el Levante.
El acto más notable de Rashid data de 1191, cuando ordenó el asesinato del nuevo rey electo de Jerusalén, Conrado de Montferrato. Aún se desconoce si lo hizo por acuerdo con Ricardo I de Inglaterra o con Saladino.

## Historia

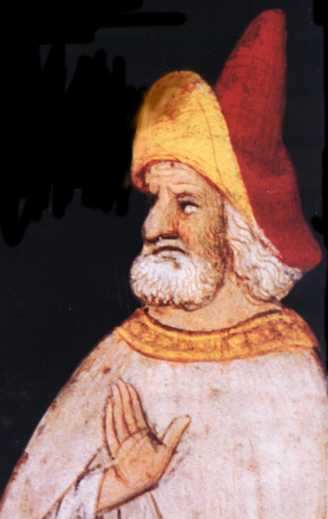
El Viejo de la Montaña en una representación cristiana medieval.

Rashid ad-Din Sinan fue un nizarí de Tierra Santa que vivió en el siglo XII. Fue jefe de los nizaríes, a los que gobernó desde el castillo de Al-Jaf. Hizo a su secta temible merced a algunos asesinatos de políticos que se llevaron a cabo en su nombre y por los mitos, rumores y leyendas que rondaban los pueblos vecinos a la fortaleza.
Uno de los actos más notables sucedió en 1176, cuando después de haber amenazado a muerte a Saladino, se vio obligado a proteger Masyaf de las tropas sarracenas. Tras unas negociaciones con su tío Shihab Al'din, logró que Saladino abandonase Masyaf como un aliado más.
Cuando los cruzados intentaban recuperar Jerusalén por medio de la Tercera Cruzada, se produjo un ataque al cuartel general de los Nizaríes o Asesinos sirios, Masyaf, por parte de la Orden del Temple. Rashid fue víctima de secuestro por orden de un jefe rival apodado Haras el Cruzado, pero fue rescatado y su secuestrador asesinado.

### Los orígenes de Rashid
Después de hacerse con la jefatura de los nizaríes, tuvo una excelente formación cultural sobre la secta. Se desconoce cómo pudo ocurrir, pero perdió la visión del ojo derecho. Fue quien estableció el cuartel de los nizaríes en el castillo de Al-Jaf, y comenzó a ser conocido por su sobrenombre de «Viejo de la Montaña», que también recibió Hasan-i Sabbah, entre otros.
Una leyenda comenta que Rashid tenía un jardín privado al cual llevaba a nuevos integrantes de la Orden y les seducía con mujeres y drogas, como el hachís, para que aceptaran a integrarse en la Orden[cita requerida].

## Guerra contra los sarracenos
En 1175, los nizaríes intentaron asesinar en dos ocasiones a Saladino, aunque solamente le hirieron. En agosto de 1176 las tropas de Saladino atacaron Masyaf y establecieron un campamento a las puertas de la fortaleza.
Durante la estancia de los sarracenos a las puertas del castillo, propusieron asesinar a Saladino, porque con la muerte de éste el ejército sarraceno se derrumbaría, y su sucesor no sería tan valeroso como Saladino, aunque tras la muerte de Saladino, los cruzados tendrían más éxito en tomar Tierra Santa y lograr una victoria sobre ella.
Al día siguiente ambos bandos causaron un gran número de bajas, y cuando cayó la noche, de acuerdo a una versión, una noche los guardias de Saladino se percataron de un brillo que iba subiendo por la colina de Masyaf[cita requerida], y poco después desapareció sobre el campamento de Saladino. Presuntamente, Saladino se despertó para poder encontrar a la figura, pero no la encontró. Cuando volvió a su tienda de campaña vio que las lámparas habían sido desplazadas y junto a su cama yacía una hoyo. Había una nota clavada con un alfiler envenenado. En la nota estaba escrito que moriría si no retiraba sus tropas para el asalto a Masyaf.
A consecuencia de esto, Saladino le comunicó a sus guardias que fueran a agradecer a Rashid por haber sobrepasado su campamento sin ser visto. Al final, Saladino fue incapaz de asaltar a los nizaríes, y buscó alinearse con ellos, privando su enemistad en las Cruzadas.
Horas más tarde, cuando ya se podía ver el amanecer, Saladino apareció en las puertas del castillo con un sirviente. Utilizándolo como mensajero, propuso un pacto entre los nizaríes y los sarracenos.

## Muerte
Rashid disfrutó con los nizaríes siendo el más conocido en Alamut, y algunos escritos le atribuyen como un semidiós. Murió en 1192 en el castillo de Al-Khaf, en Masyaf, Siria.

## Legado
En 1193 terminó la Tercera Cruzada con el denominado Tratado de Ramla, que establecía la rendición del ejército cruzado y el ejército sarraceno. Rashid, durante su vida, creyó imposible que la Tercera Cruzada terminara en la rendición de ambos bandos. Tras su muerte, las leyes fueron modificadas por Mohammed II. También se recuperaron nuevos territorios en Masyaf.

## Cultura popular
En el videojuego de 2007 Assassin's Creed, Sinan es conocido como Al Mualim.
| Predecesor: Ḥassan ʿAlā Dhikrihi's Salām | Líder de los nizaríes 1191 - 1193 | Sucesor: Mohammed II |